# 迤那站
迤那站，位于中华人民共和国贵州省毕节市威宁彝族回族苗族自治县迤那镇，是内昆铁路上的火车站，建于2002年，由成都铁路局六盘水车务段管辖，有贵阳-昭通慢车停靠。

## 車站周邊
- 迤那中学
- 迤那镇人民政府
- 迤那第二中学
- 迤那镇合心村生态公园

## 外部連結
- 中国铁路客户服务中心 （页面存档备份，存于）